# 網路流量控制
網路流量控制（Network traffic control）是一種利用軟體或硬體方式來實現對電腦網路流量的控制。它的最主要方法，是引入QoS的概念，從透過為不同類型的網路數據包標記，從而決定數據包通行的優先次序。

## 參看
- QoS
- RSVP